# 月塘镇 (莆田市)
月塘镇是中国福建省莆田市秀屿区下辖的一个镇。镇名源自村名月洋坡的“月”字和霞塘的“塘”字组合。

## 历史沿革
月塘镇东濒平海湾、湄洲湾，南连湄洲湾北岸经济开发区，北接东庄、笏石、东峤三镇。宋、元属崇福乡崇福里；明代，属第七区。清代沿袭明制。民国二年（1913年）属忠门区，民国二十二年属第八区，民国二十七年属第六区，民国三十一年属笏石区，民国三十二年属西园乡，民国三十四年属忠门镇。中华人民共和国成立后属第十一区，1952年8月属第二十区，1956年6月属忠门区，1957年12月属下塘乡，1958年10月属忠门公社，1961年6月属忠门区，1965年8月属忠门公社，1984年10月属忠门乡，1988年10月属忠门镇。1997年11月由忠门镇析出11个村成立月塘乡，2002年归秀屿区管辖，2016年月塘乡撤乡设镇。

## 行政区划
月塘乡共辖11个行政村，分别是：
联星村、坂尾村、霞塘村、月埔村、双告山村、西园村、前康村、岱前村、砺山村、洋埭村和东潘村。